# Ordinanza di Alsnö
L'Ordinanza di Alsnö (in svedese "Alsnö stadga") è un atto del re Magnus Ladulås di Svezia, probabilmente emanato nell'Alsnö hus nel settembre del 1280, sancisce l'esenzione dal pagare le tasse di quei nobili che forniscono all'esercito reale la cavalleria pesante. Questo istituì la frälse, la nobiltà svedese esente da tasse.